# Everybody (пісня DJ BoBo)
«Everybody» — пісня швейцарського виконавця Eurodance DJ BoBo, випущена в травні 1994 року лейблом Fresh як четвертий і останній сингл із дебютного альбому артиста «Dance With Me» (1993). Пісня, написана в співавторстві з BoBo, мала великий успіх у Європі, досягнувши першого місця у Фінляндії, другого місця в Німеччині (де вона отримала платиновий статус) і третього місця в Швейцарії. Крім того, «Everybody» увійшов до топ-10 хітів в Ісландії та Нідерландах, досягнувши восьмого та десятого місць відповідно. Жіночий вокал виконує Дженніфер Рюш. Режисером кліпу на пісню став Джакомо де Сімоне, а зйомки проходили в Італії.
У 2002 році DJ BoBo випустив «Everybody» як дует зі шведською співачкою Емілією у своєму першому збірному альбомі «Celebration» (2002). А в 2015 році вийшла нова версія пісні, ремікс якої зробив Майк Кендіс, за участю румунської співачки Інни.

## Критика
Алан Джонс з Music Week написав: «Ще один європейський успіх, цього разу зі Швейцарії. Заїкаючись у стилі поп/реггі, на якому БоБо читає реп, а його анонімна супутниця виконує приспів. Дуже комерційний і певний для реєстрації, хоча, ймовірно, не такий високий, як деякі з останніх континентальних претендентів". Джеймс Гамільтон з RM Dance Update описав це як «швейцарський ді-джей бурмотів, а дівчина хором виконувала м’який Ace of Base — біг підтюпцем, поп-реггі, євро-смаш».

## Продуктивність чартів
"Everybody" досяг успіху в європейських чартах і залишається одним із найбільших хітів DJ BoBo. Він посів перше місце у Фінляндії, а також увійшов до 10 найкращих хітів у Німеччині (2), Ісландії (8), Литві (4), Нідерландах (10) і в рідній БоБо Швейцарії (3), а також на Eurochart Hot 100, де сингл посів десяте місце в серпні 1994 року. Крім того, він увійшов до топ-20 у Швеції (20) і до топ-40 у Бельгії (35). У Сполученому Королівстві «Everybody» була першою піснею DJ BoBo, яка потрапила в тамошній чарт, досягнувши 47 місця в першому тижні британського чарту синглів 18 вересня 1994 року. Але в чарті танцювальних синглів Великобританії він показав кращий результат, досягнувши 31 місця.
За межами Європи пісня була величезною в Ізраїлі, де вона посіла четверте місце. Він також потрапив у чарти Австралії, опинившись під номером 85.

## Музичне відео
Режисером італійського режисера Джакомо де Сімоне (який був режисером музичних відео для багатьох інших гуртів Eurodance, таких як Corona, Ice MC і Whigfield) і знятих у Порто-Венере в Італії, музичне відео на пісню «Everybody» включає DJ BoBo, який виконує пісня за кермом старої машини. Інші сцени показують, як співачка співає і танцює з людьми в місті Порто-Венере. У липні 1994 року відео потрапило в список A на німецькому VIVA. Офіційне живе відео з одного з концертів DJ BoBo, де співак виконує пісню «Everybody» на сцені, пізніше було опубліковано на офіційному YouTube каналі DJ BoBo у 2009 році та зібрало понад 104 мільйони переглядів станом на грудень 2022 року.

## Чарти
| Chart (1994)                       | Peak position |
| ---------------------------------- | ------------- |
| Australia (ARIA)                   | 85            |
| Austria (Ö3 Austria Top 40)        | 24            |
| Belgium (VRT Top 30 Flanders)      | 35            |
| Europe (Eurochart Hot 100)         | 10            |
| Europe (European Dance Radio)      | 18            |
| Finland (Finland's Official List)  | 1             |
| Germany (Media Control Charts)     | 2             |
| Iceland (Íslenski Listinn Topp 40) | 8             |
| Israel (IBA)                       | 4             |
| Lithuania (M-1)                    | 4             |
| Netherlands (Dutch Top 40)         | 10            |
| Netherlands (Mega Top 100)         | 12            |
| Scotland (OCC)                     | 56            |
| Sweden (Sverigetopplistan)         | 20            |
| Switzerland (Schweizer Hitparade)  | 3             |
| UK Singles (OCC)                   | 47            |
| UK Dance (OCC)                     | 31            |
| UK Dance (Music Week)              | 31            |
| UK Club Chart (Music Week)         | 76            |

| Chart (1994)                      | Position |
| --------------------------------- | -------- |
| Europe (Eurochart Hot 100)        | 73       |
| Germany (Official German Charts)  | 10       |
| Netherlands (Dutch Top 40)        | 59       |
| Netherlands (Single Top 100)      | 81       |
| Switzerland (Schweizer Hitparade) | 6        |